# Cratere Pomponia
Pomponia è un cratere sulla superficie di 4 Vesta.